# ان‌جی‌سی ۱۰۱

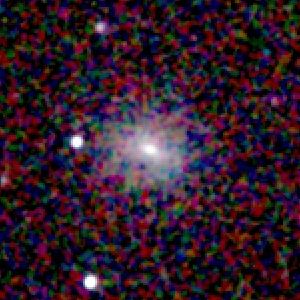

ان‌جی‌سی ۱۰۱ (انگلیسی: NGC 101) یک کهکشان مارپیچی در صورت فلکی سنگتراش بوده و حدود ۱۵۰ میلیون سال نوری با زمین فاصله دارد. این کهکشان را جان هرشل در سال ۱۸۳۴ کشف کرده و قدر آن ۱۲٬۸ است.